# 雲祥寺 (鴻巣市)
雲祥寺（うんしょうじ）は、埼玉県鴻巣市にある曹洞宗の寺院。

## 歴史
1496年（明応5年）、通江円達庵主の開基である。当初は臨済宗の寺であったが、1502年（文亀2年）に騎西城の城主小田顕家が、現在の栃木県佐野市にある種徳院から樸巌良瑣を招聘して開山とした。種徳院は曹洞宗の寺であり、当寺も曹洞宗に転宗した。
1591年（天正19年）、徳川家康は鷹狩の途中、当寺にて休憩した。その縁により家康より寺領30石を保証する朱印状が与えられた。
当寺の梵鐘は1716年（正徳6年）に鋳造されたものである。法華経が全文彫られており、極めて貴重であることから、金属類回収令の際にも供出を免れている。

## 文化財
- 騎西城主小田氏の墓（鴻巣市指定史跡 平成7年3月23日指定）[2]

## 交通アクセス
- 路線バス松原停留所より徒歩23分。